# دانيال دي باولي أوليفيرا
دانيال دي باولي أوليفيرا (بالبرتغالية: Daniel de Pauli Oliveira‏) هو لاعب كرة قدم برازيلي، ولد في 6 أغسطس 1999 في غويانيا في البرازيل.

## وصلات خارجية
- دانيال دي باولي أوليفيرا على موقع قاعدة بيانات كرة القدم.إي يو (الإنجليزية)
- دانيال دي باولي أوليفيرا على موقع Soccerway.com (الإنجليزية)